# Wilhelm Jantzen
Wilhelm Jantzen (* 29. März 1800 in Dorum; † 11. März 1880 in Hamburg) war ein Hamburger Kaufmann und Abgeordneter.

## Leben
Jantzen war Kaufmann und beschäftigte sich mit dem Import von englischen Manufakturwaren. Jantzen gehörte von 1845 bis 1864 dem Armenkollegium an, er war von 1849 bis 1851 Mitglied der Zoll- und Akzisedeputation, von 1861 bis 1863 der Schuldenadministrationsdeputation, er wirkte von 1862 bis 1867 als Niederrichter.
Von 1859 bis 1864 gehörte Jantzen der Hamburgischen Bürgerschaft, als von dem Armenkollegium entsendeter Abgeordneter, an.